# Casa Subirana
La Casa Subirana és un edifici del municipi de Cardedeu (Vallès Oriental) que forma part de l'Inventari del Patrimoni Arquitectònic de Catalunya.

## Descripció
És un habitatge entre mitgeres amb tres façanes i un petit jardí a la part posterior de la casa. Consta de planta baixa, pis i golfa. Façana principal amb un cos en planta baixa, amb balustrada i terrassa. Capcer a la façana de la terrassa, de perfil trencat i una finestra d'ull de bou de caràcter modernista. La decoració és molt simple, destacant la ceràmica blava de la part d'obra de la balustrada sobre el fons blanc de l'arrebossat de l'edifici. Els elements formals són representatius de la segona etapa de Raspall, d'un modernisme tardà amb elements academicistes.

## Història
Podria ser de principis dels anys 20. Pere Comes diu que deu ser de l'any 1920. Cardedeu viu en aquesta època un moment de gran eufòria constructiva, que ja havia començat a finals de segle passat i que s'intensifica els anys 1910-1920.
Per situar la construcció de la Casa Subirana dins el context d'edificacions a la vila fetes per Raspall, es pot dir que en aquests anys es fa la casa Viader (1917-1922) i la granja Viader (1925).